# Sportfreunde Johannisthal
Sportfreunde Johannisthal is een Duitse voetbalclub uit het Berlijnse stadsdeel Johannisthal.

## Geschiedenis
De club werd in 1930 opgericht als Sportfreunde Schöneweide-Johannisthal met groen-witte clubkleuren en sloot zich aan bij de VBB. Nadat de NSDAP in 1933 arbeidersclubs verbood sloten leden van ASV Fichte Johannisthal zich bij de club aan. De nieuwe machthebbers stuurden ook op een fusie aan met Johannisthaler BC 08 en zo werd de club SpV Johannisthal. De clubkleuren werden nu groen-zwart. In 1934 werd de naam SG Sportfreunde Johannisthal aangenomen. 
Na de Tweede Wereldoorlog werden alle clubs in Duitsland ontbonden. Het voetbal in Johannisthal kwam weer op gang onder de naam SG Johannisthal en deze club nam in 1945/46 deel aan de Stadtliga, wat op dat moment de hoogste klasse was. De competitie, die uit meerdere reeksen bestond werd herleid naar één reeks en hiervoor plaatste de club zich niet. Het volgende seizoen degradeerde de club waardoor ze vanaf 1947 in de derde klasse speelden. De club nam terug de naam Sportfreunde aan, maar in 1950 werden ze een BSG en traden ze aan onder de naam BSG BHW Johannisthal, maar in 1951 speelde de club terug als Sportfreunde Johannisthal in de Landesklasse (derde klasse), vanaf 1952 was dit de Bezirksliga waar ze een jaar later uit degradeerden. De club kon pas in 1976 terugkeren naar de Bezirksliga, maar degradeerde meteen weer. Na een nieuwe promotie in 1981 kon de club nu vier seizoenen in de Bezirksliga spelen. 
Na die Wende en de integratie in het West-Duitse voetbalsysteem zakte de club helemaal weg naar de lagere reeksen met als dieptepunt 1996/97 toen de club in de Kreisliga B speelde, de negende klasse. Hierna ging het weer langzaam beter en in 2007 promoveerde de club naar de Landesliga, op dat moment nog de zesde klasse, sinds 2008 de zevende. In 2013 promoveerde de club naar de Berlin-Liga, maar kon het daar slechts één seizoen uitzingen. Na tien seizoenen Landesliga werd de club in 2024 kampioen en promoveerde zo terug naar de Berlin-Liga. 